# Zoutleeuw
Zoutleeuw (tiếng Pháp: Léau) là một đô thị và thị xã ở tỉnh Vlaams-Brabant. On 1 January 2006 the municipality had 7.947 người. Tổng diện tích là 46,73 km², giving a population density of 170 người trên mỗi km².

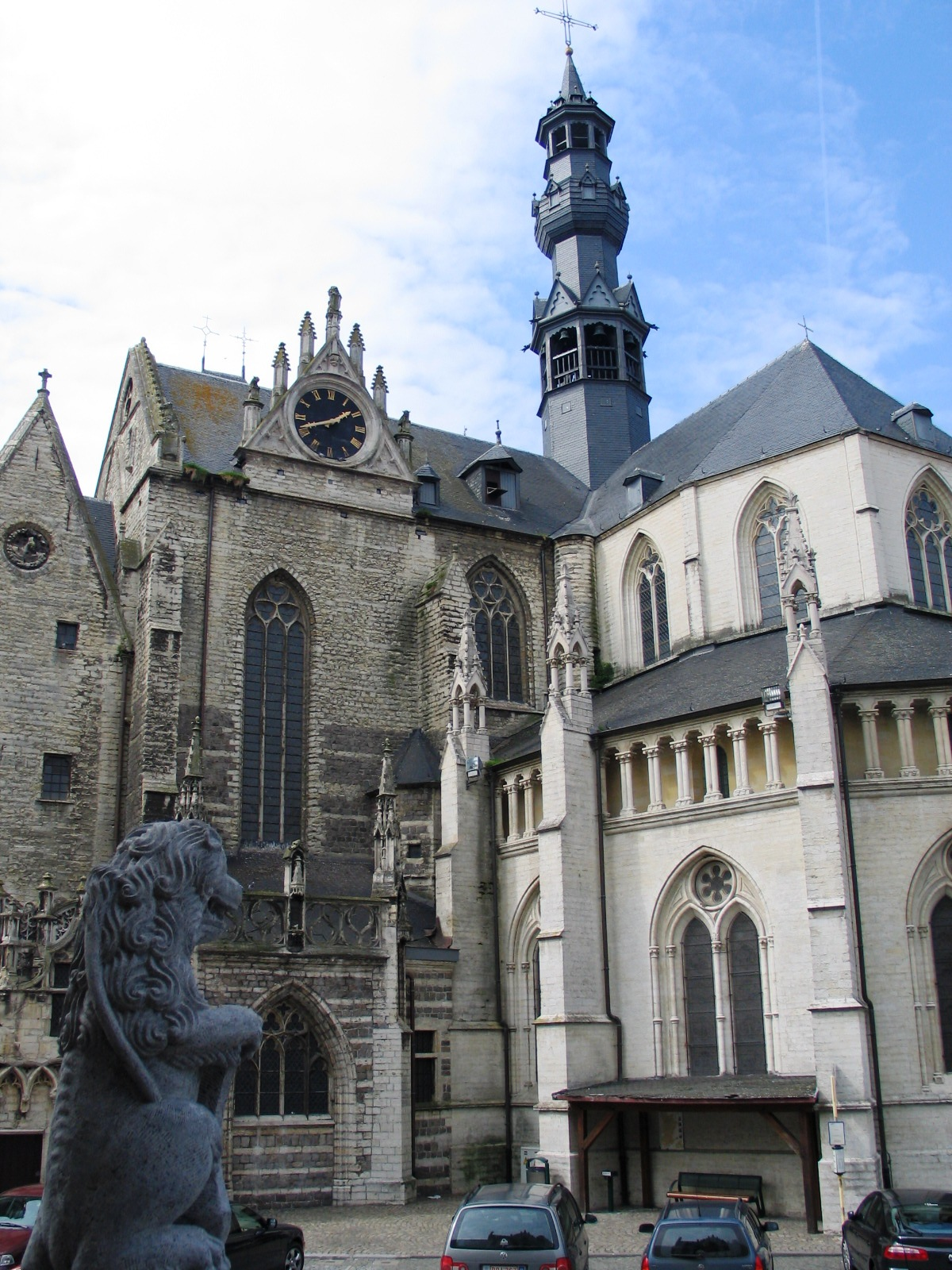
Giáo đường St Leonard ởn Zoutleeuw

Đô thị này cũng bao gồm các làng:
- Budingen
- Dormaal
- Halle-Booienhoven
- Helen-Bos